# Liste der Abgeordneten zum Istrianischen Landtag (VI. Wahlperiode)
Diese Liste der Abgeordneten zum Istrianischen Landtag (VI. Wahlperiode) listet alle Abgeordneten zum Istrianischen Landtag der Markgrafschaft Istrien in der VI. Wahlperiode auf. Die Wahlperiode reichte von 1883 bis 1889.

## Wahlen und Sessionen
Die Wahlen für den Landtag der VI. Wahlperiode fand im Juni 1883 statt, wobei am 23. Juni die Abgeordneten der Landgemeinden und am 27. Juni die Abgeordneten der Städte, Märkte und Industrialorte gewählt wurden. Die Wahlperiode endete am 19. April 1889 mit der Auflösung des Landtags durch ein Kaiserliches Patent.
Die VI. Wahlperiode gliederte sich in sechs Sessionen:
- 1. Session vom 16. August 1883 bis zum 24. August 1883
- 2. Session vom 9. Juni 1884 bis zum 24. Juni 1884
- 3. Session vom 25. November 1885 bis zum 7. Dezember 1885
- 4. Session vom 9. Dezember 1886 bis zum 21. Dezember 1886
- 5. Session vom 24. November 1887 bis 19. Dezember 1887
- 6. Session vom 10. September 1888 bis zum 6. Oktober 1888

## Landtagsabgeordnete
Der Landtag umfasste 33 Abgeordnete. Dem Landtag gehörten dabei fünf Vertreter des Großgrundbesitzes, zwei Vertreter der Handels- und Gewerbekammer Laibach, 11 Vertreter der Städte und 12 Vertreter der Landgemeinden. Hinzu kam drei Virilstimmen.
Die Tabelle enthält im Einzelnen folgende Informationen:
| Name:        | Name des Abgeordneten |
| Wahlklasse:  | Die dem Klassenwahlrecht entsprechende Wahlklasse bzw. Kurie: I. Wahlklasse = Virilstimme (Bischof von Laibach); II: Adelige des Großen Grundbesitzes; III: Handels- und Gewerbekammer; IV: Zensuswahlklasse unterteilt nach Städten/Orten bzw. Landgemeinden; |
| Region:      | Die im Wahlbezirk enthaltenen Städte bzw. Gerichtsbezirke (Landgemeindewahlbezirke) |
| Anmerkungen: | Veränderungen während der Periode durch Tod, Mandatsverzicht oder spätere Angelobung |

| Name                            | Wahlklasse                     | Region                                 | Anmerkung |
| ------------------------------- | ------------------------------ | -------------------------------------- | --- |
| Amoroso Andrea                  | Landgemeinden                  | Parenzo, Buje, Montona                 | |
| Babuder Giacomo                 | Städte, Märkte, Industrialorte | Capodistria                            | ab der 5. Session als Nachfolger von Edoardo Strudthoff |
| Becich Guido                    | Großgrundbesitz                |                                        | |
| Bembo Tomaso                    | Landgemeinden                  | Dignano, Pola, Rovigno                 | |
| Bolmarcich Giorgio              | Landgemeinden                  | Veglia, Lussin, Cherso                 | |
| Bubba Giuseppe                  | Städte, Märkte, Industrialorte | Pirano                                 | |
| Campitelli Matteo               | Städte, Märkte, Industrialorte | Rovigno                                | |
| Canciani Giovanni               | Städte, Märkte, Industrialorte | Montona, Buje, Visinada, Pinguente     | |
| Costantini Francesco            | Landgemeinden                  | Pisino, Albona                         | |
| Del Bello Nicolò                | Handels- und Gewerbekammer     |                                        | |
| Doblanovich Giuseppe            | Landgemeinden                  | Dignano, Pola, Rovigno                 | |
| Eluschegg Alessandro            | Landgemeinden                  | Veglia, Lussin, Cherso                 | vorzeitig ausgeschieden |
| Ferretich Francesco             | Virilstimme                    |                                        | Mandat in der ersten Session vakant |
| Flapp Giovanni Battista         | Virilstimme                    |                                        | Mandat war in den ersten beiden Sessionen vakant |
| Flego Francesco                 | Landgemeinden                  | Capodistria, Pirano, Pinguente         | ab der 6. Session als Nachfolger von Antonio Crisanaz |
| Fragiacomo Domenico             | Großgrundbesitz                |                                        | |
| Franceschi de Giovanni Battista | Großgrundbesitz                |                                        | |
| Gambini Pier Antonio            | Städte, Märkte, Industrialorte | Capodistria                            | |
| Glavina Janez Nepomuk           | Virilstimme                    |                                        | |
| Ivancich Gasparo Filippo        | Handels- und Gewerbekammer     |                                        | |
| Jenko Slavoj                    | Landgemeinden                  | Volosca, Castelnuovo\|                 | Nach der Annullierung der Wahl von A. Sterk am 21. August 1883 wurde Jenko bei den Nachwahlen am 7. Juni 1884 gewählt.                                        |
| Križanac Anton                  | Landgemeinden                  | Capodistria, Pirano, Pinguente         | Die Wahl von Križanac war am 21. August 1883 annulliert worden. Bei der Neuwahl am 7. Juni 1884 wurde Križanac erneut gewählt. Križanac starb am 2. Juni 1888 |
| Laginja Matko                   | Landgemeinden                  | Volosca, Castelnuovo                   | |
| Lazzarini Giacomo               | Landgemeinden                  | Pisino, Albona                         | |
| Luis Giacomo                    | Großgrundbesitz                |                                        | ab der 4. Session als Nachfolger von Giuseppe Vergotti |
| Mrach Adamo                     | Städte, Märkte, Industrialorte | Pisino, Albona, Fianona                | |
| Petris Andrea                   | Städte, Märkte, Industrialorte | Cherso, Veglia                         | |
| Pretis Sisinio de               | Städte, Märkte, Industrialorte | Pinguente, Isola, Muggia               | am 27. Juni 1883 gewählt und noch vor der Angelobung zurückgetreten                                                                                           |
| Rizzi Nicolò                    | Städte, Märkte, Industrialorte | Dignano, Pola                          | |
| Sbisa Francesco                 | Städte, Märkte, Industrialorte | Parenzo, Umago, Cittanova              | |
| Scampicchio Antonio             | Großgrundbesitz                |                                        | |
| Spinčić Vjekoslav               | Landgemeinden                  | Capodistria, Pirano, Pinguente         | Die Wahl von Spinčić war am 21. August 1883 annulliert worden, woraufhin Spinčić am 7. Juni 1884 neuerlich gewählt wurde                                      |
| Strudthoff Edoardo              | Städte, Märkte, Industrialorte | Pinguente, Isola, Muggia               | Bei der Nachwahl am 14. August 1883 gewählt. 1885 verstorben                                                                                                  |
| Venier Silvestro                | Landgemeinden                  | Parenzo, Buje, Montona                 | |
| Vergotti Giuseppe               | Großgrundbesitz                |                                        | vorzeitig ausgeschieden |
| Vidulich Francesco              | Städte, Märkte, Industrialorte | Lussinpiccolo mit Lussingrande         | |
| Volarich Francesco              | Landgemeinden                  | Veglia, Lussin, Cherso                 | ab der 5. Session als Nachfolger von Alessandro Eluschegg |
| Zamlich Vicenzo                 | Städte, Märkte, Industrialorte | Volosca, Castua, Lovrana, Moschienizze | |